# Axis (Halswirbel)
Der Axis ist der zweite Halswirbel (C2). Das lateinische Wort axis stammt aus dem Griechischen (Αξις) und bedeutet Achse. Zusammen mit dem ersten Halswirbel – dem Atlas – bildet er die Kopfgelenke und ermöglicht vor allem die Drehung des Kopfes. Er wird auch griechisch-lateinisch Epistropheus genannt.

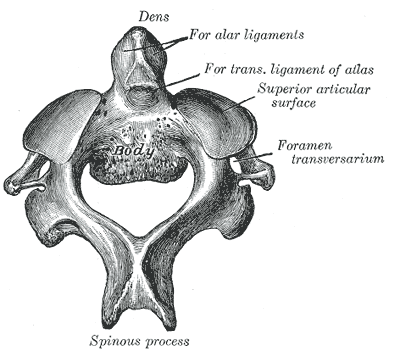
Axis oder Dreher, zweiter Halswirbel beim Menschen – Ansicht von hinten oben.

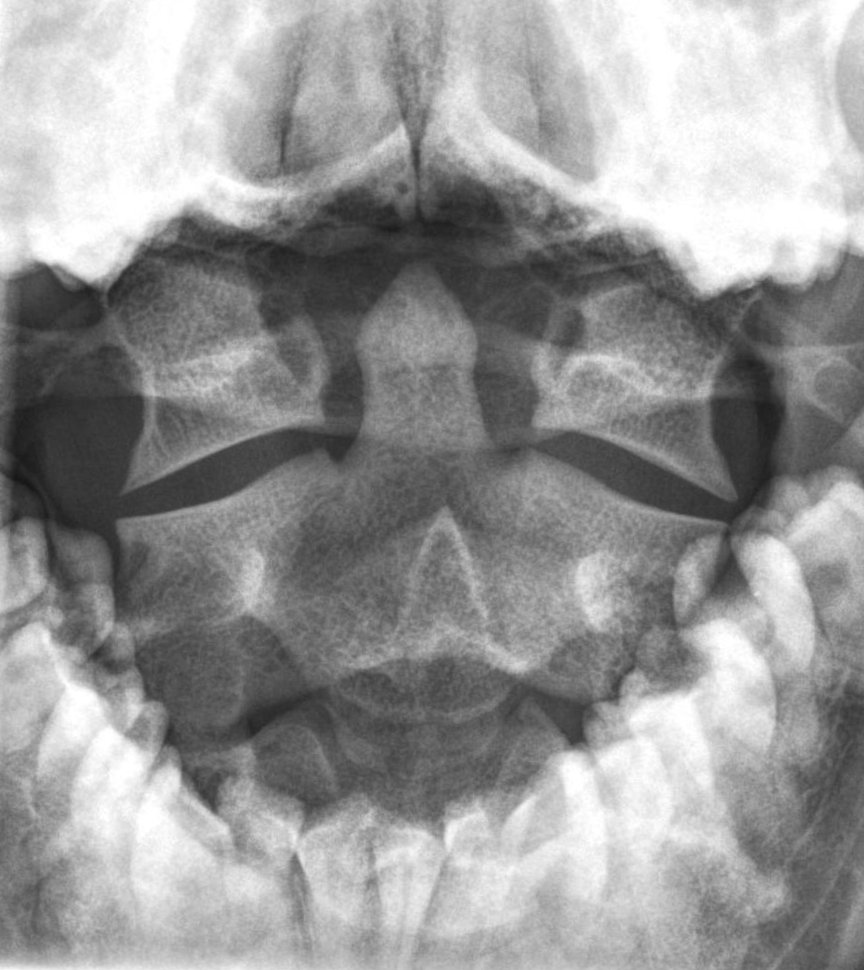
Axis im Röntgenbild durch den geöffneten Mund. Man erkennt gut den Dens axis.

## Form
Der Axis unterscheidet sich durch seine Form von allen anderen Wirbeln. Der Wirbelkörper ist relativ groß und massiv. Hervorstechendes Merkmal ist der Dorn oder Zahn des Axis (Dens axis) auf der Oberseite vorne (Mensch) beziehungsweise Vorderseite (vierfüßige Säugetiere) des Wirbelkörpers. Er stellt ontogenetisch den Wirbelkörper des Atlas dar und liegt genau dort, wo diesem fast ringförmigen Wirbel der Körper fehlt. Der Dens geht von der Oberseite des Wirbelkörpers gerade nach oben, besitzt auf seiner Vorder- und Rückseite eine Gelenkfläche und endet mit einer abgerundeten Spitze.
Auf beiden Seiten des Axis geht je ein kurzer Querfortsatz (Processus transversus) ab, der halswirbeltypisch eine runde Öffnung (Foramen transversarium) für die Wirbelarterie umschließt. Rückenseitig schließt sich der ebenfalls recht massive Wirbelbogen an, dessen Ende den kurzen, gegabelten Dornfortsatz (Processus spinosus) trägt. Auf der Ober- und Unterseite liegen je zwei Gelenkfortsätze (Processus articularis superior beziehungsweise inferior) für die Verbindung mit den beiden angrenzenden Wirbeln.

## Gelenke
Das Gelenk zwischen Axis und Atlas ist das untere Kopfgelenk. Nach unten hin artikuliert der Axis mit seinen beiden Processus articulares inferiores mit den Processus articulares superiores des dritten Halswirbels und bildet ein normales Wirbelbogengelenk (Articulatio zygapophysialis).

## Verletzungen
Frakturen des  zweiten Halswirbels machen etwa ein Fünftel bis ein Viertel aller Halswirbelverletzungen aus, etwa 60 % davon sind Frakturen des Dens axis. Besteht bei einem Unfallopfer der Verdacht auf einen Genickbruch, muss eine Intubation vorsichtig vorgenommen werden, möglichst in Neutralstellung. Der verschobene Wirbel wird meist von vorn mit Hilfe zweier Zugschrauben (ventrale Kompressionsosteosynthese) fixiert. Atlanto-occipitale Dislokationen können mit Hilfe des Dens-Basion-Intervalls quantifiziert werden. Im normalen Röntgenbild sollte der Abstand zwischen der Spitze des Dens axis und dem Basion weniger als 12 mm betragen.
Jäger machen sich beim Genickschuss – dem schmerzlosen Töten eines schwer verletzten Tieres – die Besonderheit des Axis zunutze, weil dort das Rückenmark leicht zu durchtrennen ist. Dasselbe ist mit einem Jagdmesser möglich und wird beim Reh „Abnicken“ genannt.